# Rhona Bennett
 (juillet 2022).
Si vous disposez d'ouvrages ou d'articles de référence ou si vous connaissez des sites web de qualité traitant du thème abordé ici, merci de compléter l'article en donnant les références utiles à sa vérifiabilité et en les liant à la section « Notes et références ».
Pour les articles homonymes, voir Bennett.
Rhona Bennett est une chanteuse de RnB/soul/Pop d'origine afro-américaine née le 10 mai 1976 à Chicago, dans l'Illinois (États-Unis). Elle est surtout connue comme étant une membre du groupe à succès En Vogue.

## Biographie
En 2001, elle signe dans le label de Rodney Jerkins et sort son premier album prénommé Rhona, contenant le single à succès Satisfed. Elle a rejoint le célèbre groupe américain soul/Pop En Vogue en 2003 pour leur vaste tournée européenne. Elle a travaillé sur le cinquième LP d'En Vogue, intitulé "Soulflower", qui est sorti en février 2004. En 2006, elle était toujours membre du groupe après que Dawn Robinson ait quitté le groupe pour régler certains problèmes personnels.